# Es Amunts
Es Amunts o Els Amunts, també definits com el Paratge Natural dels Amunts, són una àrea natural d'especial interès que s'estén per una quarta part del territori de l'illa d'Eivissa, a la seua costa nord. Són considerats un dels territoris de natura més extensos i variats de les Pitiüses.
També és el nom que rep la comarca històrica de l'illa al terme municipal de Sant Antoni de Portmany.